# Никелин (минерал)
Никели́н — минерал класса арсенидов NiAs.

## Свойства
Примеси Fe, Co, Sb, S. Медно-красные агрегаты. Твёрдость 5,5—6,0; плотность 7,6—7,8 г/см³. По происхождению низкотемпературный, гидротермальный. Руда никеля (при значительном скоплении).

### Форма выделения
Никелин редко образует кристаллы, преимущественно встречается в виде сплошных плотных, зернистых, почковидных агрегатов; ельчатых дендритов; концентрически-зональных срастаниях с другими арсенидами Ni.

### Основные диагностические признаки
Медно-красный цвет; высокая плотность и твердость; отсутствие спайности; чёрная черта; вторичные продукты изменения бледно-зелёного цвета.

### Сопутствующие минералы
Никелин встречается в ассоциации со скуттерудитом-никельскуттерудитом, саффлоритом, раммельсбергитом, герсдорфитом, маухеритом, брейтгауптитом, майчнеритом, самородным висмутом и серебром, галенитом, уранинитом, сфалеритом, висмутином.

### Происхождение
Никелин формируется в условия гидротермально среднетемпературного процесса минералообразования в составе руд пятиэлементной формации (Co-Ni-Ag-Bi-U). В поверхностных условиях никелин окисляется с образованием бледно-зелёного арсената Ni — аннабергита, Ni3(AsO4)2·8H2O.

### Месторождения / проявления
Никелин известен в России (Сухой Лог, Бодайбо, Прибайкалье; Талнахское Cu-Ni месторождение, Норильск; Алданский щит, Якутия; Забайкалье; Тува; Кингаш, Восточные Саяны; Белореченское, Адыгея; Ловозерский массив, Кольский полуостров; Золотая Гора, Южный Урал); Австрии (Schladming); Боливии (Cochabamba); Вьетнаме (Ban Phuc Ni-Cu deposit); Германии (Eisleben и Mansfeld, Saxony-Anhalt; St. Andreasberg, Harz Mountains; Schneeberg, Saxony; Richelsdorf, Hesse-Nassau); Иране (Talmessi mine, Anarak); Канаде (Ontario: Cobalt-Gowganda and Sudbury districts, Silver Islet, Thunder Bay district); США, штат Колорадо (Silver Cliff, Custer Co.; Gem mine, Fremont Co.); Франции (Chalanches mine, Allemont, Isere); Чехии (Joachimsthal).
Может быть использован для получения арсина (AsH3): HCl+NiAs=NiCl+AsH3.

## Токсичность
Как и все неорганические соединения мышьяка, никелин ядовит и канцерогенен.